# Однажды в Голливуде (фильм, 2008)
«Однажды в Голливуде» (англ. What Just Happened, США, 2008 год) — фильм режиссёра Барри Левинсона, созданный в смешении жанров комедии, драмы и сатиры.

## Сюжет
Рассказ о нескольких днях из жизни влиятельного голливудского продюсера Бена (Де Ниро), который вынужден улаживать сотни дел одновременно. Его новый фильм «Свирепый» через две недели открывает Каннский кинофестиваль, но режиссёр Джереми Брунелл (Уинкотт) не отредактировал ещё несколько эпизодов. Нет согласия по финальной сцене, в которой главный герой — Шон Пенн (Шон Пенн) погибает вместе со своей собакой, а зритель не любит жестокости… по отношению к животным. Приглашённая звезда Брюс Уиллис (Брюс Уиллис), который по сюжету должен быть гладко выбрит, приезжает на съёмочную площадку и демонстрирует всем свою окладистую бороду и полное нежелание её сбривать. К этому добавляются семейные неурядицы: бывшая жена Бена заводит любовника — сценариста Скотта Соломона (Туччи).
Монтаж завершён. Съёмочная группа прилетает в Канны. Во время конкурсного просмотра «Свирепого» выясняется, что режиссёр по-своему понял необходимость переделать финал. Не поставив в известность Бена, он не просто убивает Пенна и его собаку на последних минутах фильма, он убивает их долго и детально. В кинозале свист, кто-то уходит с просмотра, кто-то аплодирует. В любом случае, о наградах речи быть не может. После возвращения в Америку Бен принимает участие в съёмках для глянцевого журнала в рамках проекта «30 лучших продюсеров Голливуда». Издатели прекрасно осведомлены о деталях провала Бена в Каннах. Они деликатно перемещают его из центра групповой композиции боссов кино ближе к краю фотографии.
Из постскриптума становится известно, что «Свирепый» имел большой коммерческий успех в прокате; что Джереми Брунелл был пойман за провоз наркотиков и отправлен на принудительное лечение; что Скотт Соломон впал в депрессию, запил, но остался жить с экс-женой Бена. В Голливуде всегда что-то происходит.

## В ролях
- Роберт Де Ниро — Бен
- Шон Пенн — в роли самого себя
- Кэтрин Кинер — Лу Тарноу
- Брюс Уиллис — в роли самого себя
- Джон Туртурро — Дик Белл
- Робин Райт Пенн — Келли
- Стэнли Туччи — Скотт Соломон
- Кристен Стюарт — Зои
- Майкл Уинкотт — Джереми Брунелл
- Питер Джейкобсон — Кэл

Фильм является экранизацией мемуаров продюсера Арта Линсона «Что случилось? Горькие голливудские истории с линии фронта» (What Just Happened? Bitter Hollywood Tales from the Front Line), рассказывающей о его горьком опыте работы в Голливуде в качестве продюсера. Оригинальный слоган фильма «В Голливуде каждый может услышать твой крик» обыгрывает известный слоган фильма «Чужой»: «В космосе никто не услышит твой крик». Фильм был показан на Каннском кинофестивале 25 мая 2008.